# Яванская свинья
Ява́нская свинья́ (лат. Sus verrucosus) — вид млекопитающих из рода кабанов семейства свиней. Занесён в Международную Красную книгу.

## Внешний вид
Длина тела яванской свиньи — 90—190 см, масса тела — 44—108 кг. Образует около 11 подвидов, которые внешне довольно сильно отличаются друг от друга. Однако все подвиды объединяет наличие трёх пар бородавок на морде: одна пара — под глазами, ещё по одной паре — на рыле перед глазами и заднем углу нижней челюсти. Они все имеют длинную гриву, которая спускается вниз по затылку к шее и огузку.

## Поведение
Яванские свиньи чаще всего живут в кустарниковых долинах рек, болотах и в высокотравных равнинах. Они могут предупреждать друг друга об опасности пронзительным свистом. Яванские свиньи также используют разнообразные визуальные сигналы и некоторое тактильное общение, особенно между матерями и детёнышами.
Живут в среднем 8 лет, в редких исключениях могут доживать до 14-летнего возраста.

## Распространение
На сегодняшний день яванские свиньи встречаются на островах Ява и Сулавеси, а также на Филиппинах.